# Australiens damlandslag i volleyboll
Australiens damlandslag i volleyboll (engelska: Australia women's national volleyball team) representerar Australien i volleyboll på damsidan. Laget slutade på nionde plats vid 2000 års olympiska turnering.

### Fotnoter
1. 1 2 3 4 5 6 7 8 9 10 11 12 13 14 15 16 17 18  ”Asian senior women volleyball championship” (på engelska). Asian Volleyball Confederation. https://asianvolleyball.net/new/asian-senoir-women-volleyball-championship/. Läst 11 februari 2023.
2. ↑  ”Olympedia”. https://www.olympedia.org/results/37710.
3. ↑  ”Women's World Championship 2002 - Final Standings” (på engelska). Fédération Internationale de Volleyball. http://www.fivb.org/En/Volleyball/Competitions/WorldChampionships/Women/2002/Standings/Final_Standings.asp. Läst 2 mars 2023.
4. 1 2  ”AVC Cup for women” (på engelska). Asian Volleyball Confederation. https://asianvolleyball.net/new/avc-cup-for-women/. Läst 12 februari 2023.
5. ↑  ”FIVB Volleyball World League 2014 -  Final standing - Group 3” (på engelska). Fédération Internationale de Volleyball. http://www.fivb.org/EN/volleyball/competitions/WorldGrandPrix/2014/FinalStanding3.asp. Läst 29 juni 2024.
6. ↑  ”Tournament Standing - FIVB World Grand Prix 2015” (på engelska). Fédération Internationale de Volleyball. http://worldgrandprix.2015.fivb.com/en/finals-3/competition/final-standing. Läst 16 januari 2024.
7. ↑  ”FIVB World Grand Prix 2016” (på engelska). Fédération Internationale de Volleyball. http://worldgrandprix.2016.fivb.com/en. Läst 7 mars 2023.
8. ↑  ”FIVB World Grand Prix 2017” (på engelska). Fédération Internationale de Volleyball. http://worldgrandprix.2017.fivb.com/en. Läst 7 mars 2023.
9. ↑  ”Women's Final Standing” (på engelska). Fédération Internationale de Volleyball. 16 maj 2019. https://web.archive.org/web/20190516075058/http://challengercup.volleyball.world/en/women/finalstanding. Läst 11 maj 2023.
10. ↑  ”ASIAN SENIOR WOMEN VOLLEYBALL CHAMPIONSHIP” (på engelska). Asian Volleyball Confederation. https://asianvolleyball.net/new/asian-senoir-women-volleyball-championship/. Läst 23 oktober 2022.
11. ↑  ”2022 AVC Cup for women” (på engelska). Asian Volleyball Confederation. https://asianvolleyball.net/new/2022-avc-cup-for-women/. Läst 12 februari 2023.
12. ↑  Preechachan (26 juni 2023). ”VIETNAM CROWNED WINNERS OF AVC CHALLENGE CUP” (på engelska). https://asianvolleyball.net/new/vietnam-crowned-winners-of-avc-challenge-cup/. Läst 8 juli 2023.
13. ↑  ”Bulltein No. 8” (på engelska). Asian Volleyball Confederation. https://asianvolleyball.net/new/wp-content/uploads/2023/09/Bulletin_No8_Sr.Women_.pdf. Läst 13 oktober 2023.
14. ↑  ”Volleyball Teams Final Ranking” (på engelska). Asian Volleyball Confederation. https://asianvolleyball.net/new/wp-content/uploads/2024/05/WCC2024_Bulletin_No_08.pdf. Läst 22 juni 2024.
15. ↑  ”Dr Lorne Sawula” (på engelska). Alberta Sports Hall of Fame and Museum. https://www.youtube.com/watch?v=Zm2imRjU3PI. Läst 4 november 2023.
16. ↑  Todor Krastev (19 mars 2000). ”Women Volleyball XXVII Olympic Games 2000 Sidney (AUS) - 16-30.09 Winner Cuba” (på engelska). Sport Statistics. Arkiverad från originalet den 26 juni 2015. https://web.archive.org/web/20150626235139/http://todor66.com/volleyball/Olympics/Women_2000.html. Läst 28 juni 2015.